# Caryophyllia cyathus
Caryophyllia cyathus is een rifkoralensoort uit de familie Caryophylliidae. De wetenschappelijke naam van de soort is voor het eerst geldig gepubliceerd in 1786 door John Ellis & Daniel Solander.